# Valentin Poruțiu
Valentin Poruțiu (n. 17 iulie 1883, Dezmir, comitatul Cluj, Regatul Ungariei – d. 1942, Turda, Cluj, România) a fost un deputat în Marea Adunare Națională de la Alba Iulia, organismul legislativ reprezentativ al „tuturor românilor din Transilvania, Banat și Țara Ungurească”, cel care a adoptat hotărârea privind Unirea Transilvaniei cu România, la 1 decembrie 1918.:p. 77

## Biografie
Valentin Poruțiu a fost un avocat ales delegat al cercului Cluj din comitatul Cluj, la Marea Adunare Națională de la Alba Iulia din 1918, fiind ales membru al Marelui Sfat Național Român.:p. 45
Valentin Poruțiu s-a născut lângă Cluj, la Dezmir, în 17 iulie 1883, unde a făcut studiile elementare. Studiile medii le-a urmat la Gimnaziul Evanghelic din Bistrița, apoi la Liceul Romano-Catolic din Bistrița. Ultimele clase (VII-VIII) le-a urmat la Liceul Piarist din Cluj. În anul 1901-1902 a obținut gradul de sublocotenent în urma efectuării stagiului militar.:p. 45
A început cursurile universitare în anul 1902 la Facultatea de Științe juridice a Universității Franz Joseph din Cluj. În anul III a făcut un semestru la Viena. În 1908 a obținut diploma de doctor în drept, iar cea de avocat doi ani după aceea la Târgu Mureș, după care și-a început cariera de avocat la Cluj.:p. 45
La 20 octombrie 1910 s-a căsătorit cu Dora Bianu. La 1 august 1914 a fost chemat sub arme având gradul de căpitan. Un an după aceea s-a întors la Cluj, fiind rănit și internat în clinică.:p. 45
A decedat la Turda în anul 1942.:p. 45

## Activitate politică
Activitatea sa profesională s-a desfășurat în domeniul politic, fiind membru al Partidul Național-Țărănesc, partid pe care l-a reprezentat ca senator în guvernul lui Iuliu Maniu dar și ca vicepreședinte al organizației Partidului Țărănesc din Cluj. La 11 ianuarie 1919 a fost numit prefect al orașului Cluj de către Consiliul Dirigent al Transilvaniei, funcție pe care a părăsit-o în martie 1920. Tot pe plan politic, Valentin Poruțiu a fost membru în Consiliul superior pentru Reforma agrară din 1921 și delegat la Societatea Națiunilor între 1924 și 1926.:p. 45